# Juan Bautista Muguiro e Iribarren
Juan Bautista Muguiro e Iribarren (n. 1786) fue un comerciante, banquero y político español.

## Biografía
Nació en la localidad navarra de Aldaz el 13 de septiembre de 1786. Ejerció, junto con su hermano José Francisco, el comercio y la banca a través de la entidad J. Irivarren y Sobrinos, heredada de su tío Juan Bautista Iribarren. Fue capitán de granaderos y participó en la defensa de la plaza de la constitución en julio de 1822, en Madrid. Marchó exiliado a Burdeos. En esta ciudad conoció a Francisco de  Goya, con quien mantenía un lejano parentesco, adquiriendo su pintura La lechera de Burdeos y siendo retratado por el pintor en 1827. Ambos cuadros se conservan actualmente en el Museo del Prado de Madrid.
Al volver a España, durante el reinado de Isabel II, Muguiro participó activamente en política, siendo elegido diputado por la circunscripción de Navarra en las elecciones de 2 de octubre de 1836, y nombrado presidente del Congreso de los Diputados en 1837, cargo que ejerció tan solo durante un mes. Posteriormente fue elegido senador por Madrid hasta 1845.